# Chinesische Hasel
Die Chinesische Hasel oder Chinesische Haselnuss (Corylus chinensis) ist ein kleiner Laubbaum aus der Familie der Birkengewächse. Das Verbreitungsgebiet liegt in Mittel- und West-China.

## Beschreibung

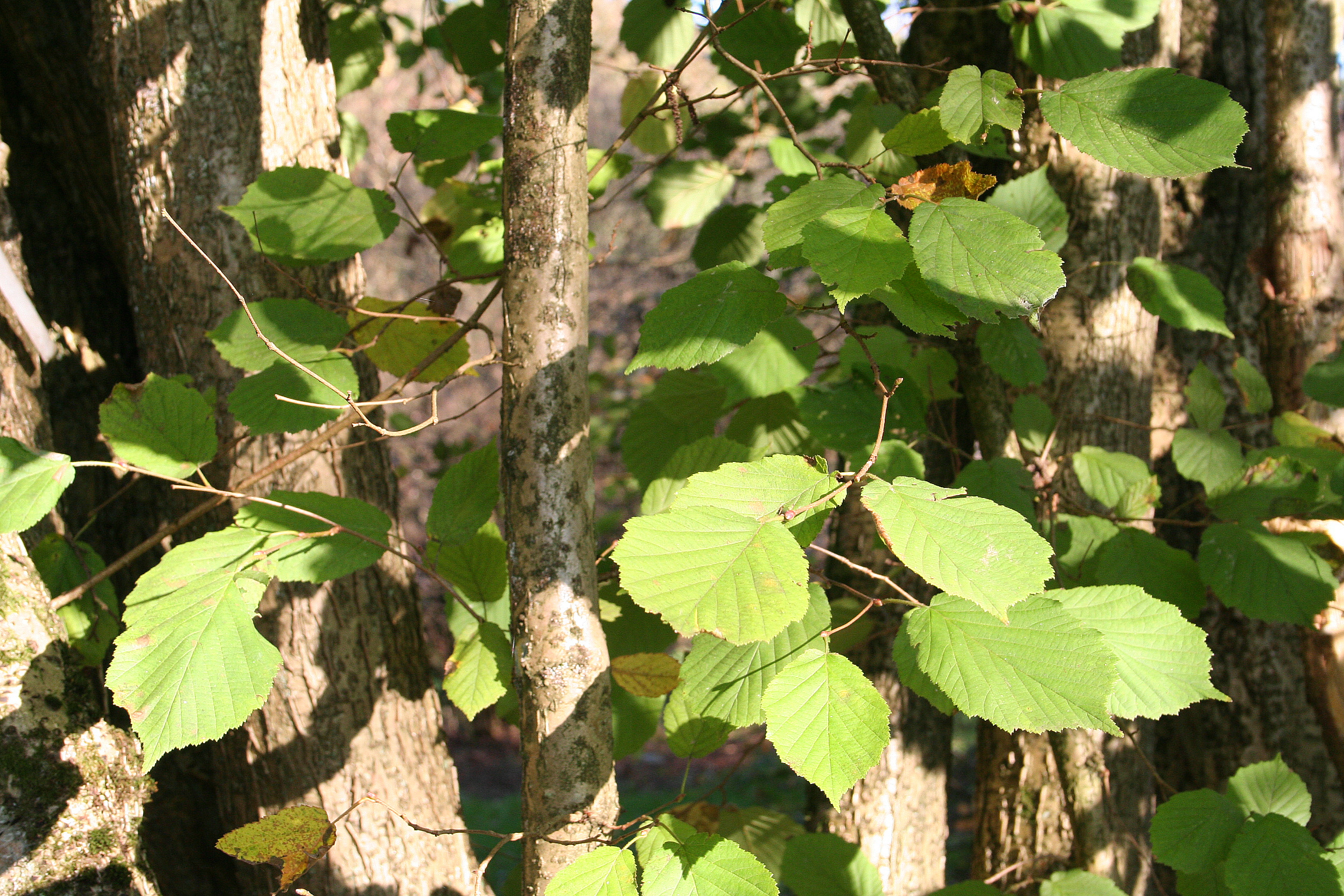
Blätter

Die Chinesische Hasel ist ein bis zu 40 Meter hoher Baum mit graubrauner, rissiger Borke und drüsig behaarten, rötlichen jungen Trieben die später verkahlen. Die Blätter haben einen 1 bis 2,5 Zentimeter langen, zottelig und drüsig behaarten Stiel. Die Blattspreite ist 8 bis 18 Zentimeter lang und 6 bis 12 Zentimeter breit, eiförmig bis länglich eiförmig, spitz mit schiefer, herzförmiger Basis und doppelt gesägtem, nicht gelapptem Blattrand. Es werden sieben bis elf Nervenpaare gebildet, die Nerven der Blattunterseite sind behaart. Die männlichen Kätzchen stehen zu viert bis sechst in Gruppen. Sie sind zylindrisch, 1,5 bis 2 Zentimeter lang und behaart. Die weiblichen Blütenstände stehen in Gruppen von zwei bis sechs. Sie werden 2 bis 6 Zentimeter lang. Die Nüsse sind kugelig, 1 bis 1,5 Zentimeter dick und von einer gestreiften, feinbehaarten, über der Nuss röhrig verengten und oben gezähnten Hülle umgeben.

## Verbreitung und Standort
Das Verbreitungsgebiet liegt in der gemäßigten Zone von China in den Provinzen Gansu, Guizhou, Hubei, Shaanxi, Sichuan und Yunnan. Dort wächst sie in Auen, an Flussufern oder in artenreichen Wäldern in Höhen von 1200 bis 3500 Metern auf frischen bis feuchten, schwach sauren bis alkalischen, guten meist lehmigen Böden an sonnigen bis halbschattigen Standorten. Die Art ist wärmeliebend und meist frosthart.
In der Roten Liste der IUCN wird die Chinesische Hasel als stark gefährdet („endangered“) geführt. Die Bestände an ausgewachsenen Bäumen geht zurück. Gründe dafür sind vor allem der Raubbau, der Verlust von Lebensraum und schlechte Regeneration der Bestände.

## Systematik
Die Chinesische Hasel (Corylus chinensis) ist eine Art aus der Gattung der Haseln (Corylus) in der Familie der Birkengewächse (Betulaceae). Sie wird der Sektion Corylus, Untersektion Colurnae zugeordnet. Sie wurde 1899 durch Adrien René Franchet erstbeschrieben. Sie ähnelt der Baum-Hasel (Corylus colurna) und wurde zeitweilig unter dem Namen Corylus colurna var. chinensis als Varietät dieser Art angesehen.

## Verwendung
Die Chinesische Hasel wird nur sehr selten forstwirtschaftlich genutzt. Sie wird wegen ihrer Früchte als Zierpflanze verwendet und dient auch als Bienenweide.

## Nachweise